# 邓弘 (车骑将军)
鄧弘（?—?），东汉将领，官至车骑将军。
建武三年（27年）正月初六，刘秀任命冯异为征西大将军。邓禹率领车骑将军邓弘等通过河北县（今山西省芮城县西）抵达湖县（今河南省灵宝市西），邀冯异和他一起攻打赤眉军。冯异建议逐渐用恩信动摇引诱赤眉军。等皇帝派将领屯驻在渑池（今河南省渑池县西），威胁赤眉的东翼，自己攻打赤眉的西翼，一举消灭赤眉军。邓禹、邓弘不接受冯异的主张。于是邓弘同赤眉军于华阴（今陕西省华阴市东）大战了一整天。赤眉佯装抵抗不支，丢下车辆等辎重物资败逃。车辆上都是装的泥土，但在上面覆盖了一层豆子。邓弘的士卒饥饿难忍，夺得赤眉军的辎重后，发现车上装满了豆子，纷纷停止攻击，争相抢夺豆子来填肚。赤眉军乘机返回，攻打邓弘，邓弘的军队大乱。冯异和邓禹联合起来救助邓弘，赤眉军才稍稍退却。